# Arrondissement Baradères

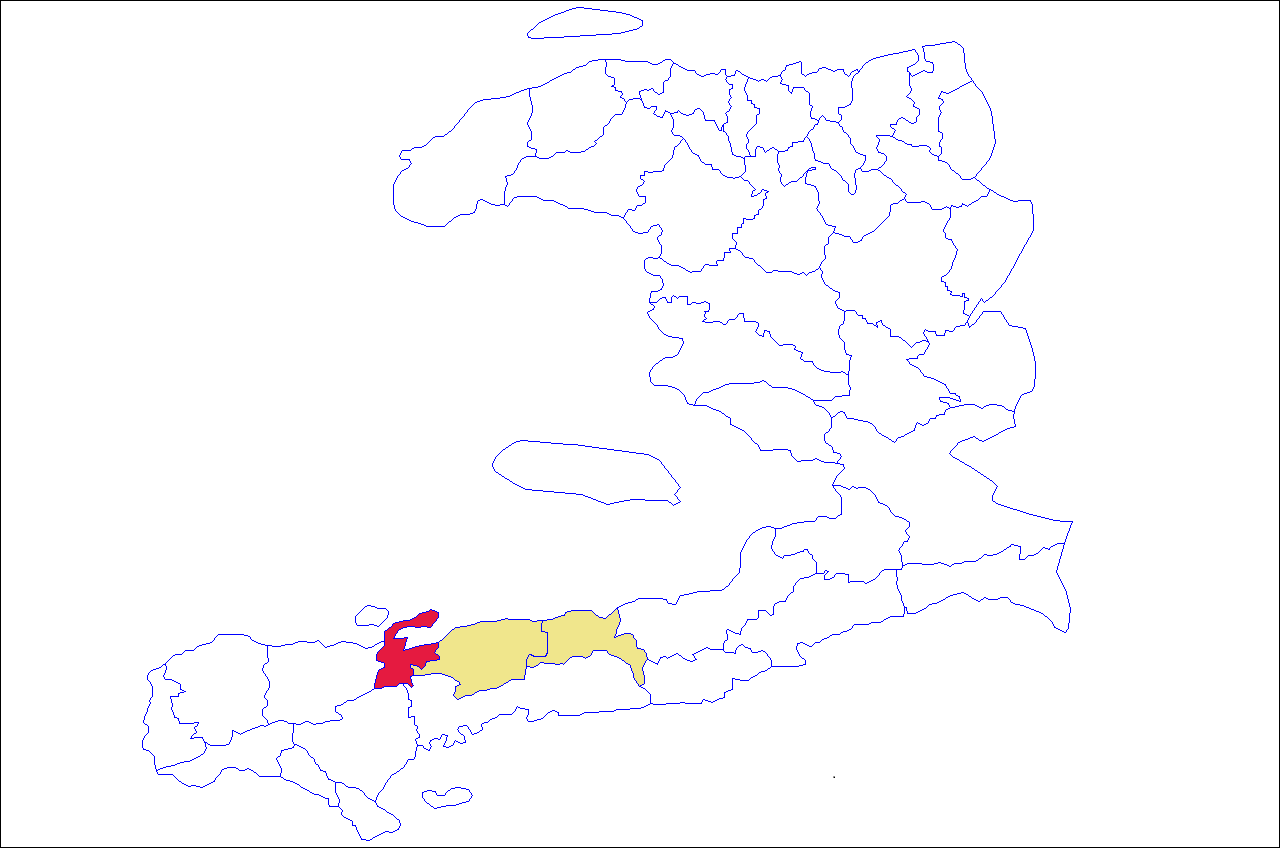
Lage des Arrondissement Baradères in Haiti und im Département Nippes

Das Arrondissement Baradères (haitianisch-kreolisch: Baradè) ist eine der drei Verwaltungseinheiten des Département Nippes, Haiti. Hauptort ist die Stadt Baradères.

## Lage und Beschreibung
Das Arrondissement liegt im Westen des Départements Nippes. Es grenzt im Norden an das Karibische Meer. Benachbart sind im Osten das Arrondissement Anse-à-Veau, im Westen das Arrondissement Corail, im Süden das Arrondissement Les Cayes und im Südosten das Arrondissement Aquin.
In dem Arrondissement gibt es zwei Gemeinden:
- Baradères und
- Grand-Boucan.

Das Arrondissement hat rund 53.000 Einwohner (Stand: 2015).
Die Route Départementale RD-204 verbindet das Arrondissement mit dem Straßensystem des Landes.